# Segnalamento marittimo ed aereo
La Segnalamento Marittimo e Aereo (SMA) era un'azienda italiana che operava nel settore del segnalamento civile e militare, costruendo radar navali e terrestri, apparecchiature di illuminazione per il segnalamento, sistemi per il monitoraggio ambientale, meteorologici, biomedici.

## Storia
L'azienda venne fondata il 2 agosto 1943 a Firenze per iniziativa di Enrico Bocci, Lorenzo Fernandes e Giuseppe Salvini allo scopo di produrre apparecchiature meccaniche
ed ottiche di segnalamento di progettazione francese. Cofondatore e in seguito presidente e poi presidente onorario della SMA il Professor Nello Carrara.
Nel corso della ricostruzione post-bellica nacquero o si svilupparono in Italia importanti industrie di tecnologia avanzata.
La SMA realizzò e produsse in serie nel 1949 il primo radar post-bellico italiano in Banda X, progettato da Nello Carrara, Lorenzo Fernandez e Pietro Lombardini,  denominato CFL-3 dai cognomi dei suoi ideatori dove 3 rappresentava la lunghezza d'onda in centimetri.
Nel 1950 SMA stipulò un contratto con la Marina militare italiana per la fornitura di dieci radar di navigazione, sempre in Banda X, denominati 3N10 (sigla MMI: NMS 8) che furono consegnati nel 1952. Seguì lo sviluppo di diversi radar per usi militari, principalmente radar di navigazione e radar di scoperta aerea per le unità navali.
La tipologia delle apparecchiature radar, impiegate dalla Marina Militare italiana, nel corso degli anni cinquanta, nonostante lo sforzo dell'industria italiana di trovare la giusta soluzione per soddisfare le esigenze della flotta della Marina Militare era molto varia e in gran parte proveniente dal mercato americano; il primo passo per raggiungere l'obiettivo per una più ampia autonomia dal mercato estero, che sarà raggiunto solamente nel nuovo Millennio venne intrapreso all'inizio degli anni sessanta della Società Segnalamento Marittimo e Aeronautico con la realizzazione di una nuova generazione di apparecchiature radar; il radar multifunzione MM/SPQ-2, realizzato dall'azienda, aveva caratteristiche tali da poter essere impiegato sia per la navigazione, sia la scoperta di superficie navale a breve distanza ed aerea a bassa quota ed in grado da soddisfare le esigenze operative delle unità minori, come unica apparecchiatura imbarcata, e quelle delle unità maggiori per integrare la copertura a breve distanza. Il modello base SPQ-2, che impiegava un'antenna fessurata, dall'inizio degli anni sessanta iniziò ad essere adottato da tutte le unità di nuova costruzione o sottoposte ad ammodernamento.
Negli anni sessanta venne approntato lo stabilimento presso la bellissima Villa Strozzi di San Martino a Soffiano, sopra Firenze, che verrà utilizzato per oltre un quarto di secolo, con successivi ampliamenti pur con le notevoli difficoltà dovute ai vincoli paesaggistico-ambientali. 
Dal 1973 al 1982 Franco Samoggia è stato l'amministratore delegato e direttore generale della SMA.
Nel 1975 l'azienda iniziò lo sviluppo del radar per elicotteri APS 705, restato in servizio, con diverse varianti ed ammodernamenti, per oltre 20 anni. Nel 1976 iniziò lo sviluppo dei radar navali di scoperta della Serie 700, tra cui SPS 701 su aliscafo Nibbio e del radar SPS 702 sulle fregate ASW Classe Lupo e classe Maestrale. Tra le apparecchiature prodotte l'antenna S.M.A. OA.3 del radar di scoperta aeronavale Selenia MM/SPS-774, che dai primi anni ottanta equipaggia le unità della Flotta della Marina Militare Italiana nonché il sistema di guida del missile Sea Killer.
Il 10 febbraio 1986 Lando Conti, sindaco di Firenze, dirigente della SMA e stretto collaboratore del ministro della Difesa Spadolini venne assassinato da un nucleo armato delle Brigate Rosse, organizzazione terroristica di estrema sinistra di matrice marxista-leninista che con un comunicato rivendicò l'omicidio.
Nel 1988 è entrata a far parte del gruppo EFIM, che controllava il 98.8% della società. Nel 1994 è stata inglobata nella Società Galileo passando sotto il controllo di Finmeccanica.

## Bilancio 1991
L'azienda SMA, il cui capitale sociale era di 12 miliardi di lire, nel 1991 registrò 67,5 miliardi di fatturato, di cui 79 derivanti dal settore difesa, 4,2 dal settore civile e i restanti da altre attività, con un utile per 4,8 miliardi e portafoglio ordini di 166 miliardi di lire. Nel giugno 1992 aveva 576 dipendenti occupati negli stabilimenti di Campi Bisenzio, Firenze e Montespertoli.